# Hispanoil
La Sociedad Hispánica de Petróleos, más conocida como Hispanoil, fue una empresa española que estuvo a cargo principalmente de la exploración y producción de hidrocarburos fuera del territorio nacional. Uno de sus mayores éxitos fue la prospección en el desierto de Libia, donde llegaría a explotar varios pozos petrolíferos que había descubierto. La empresa desapareció en 1987, siendo empleados los activos de Hispanoil en la creación de Repsol.

## Historia
La empresa fue constituida en abril de 1965 con un capital inicial de diez millones de pesetas, siendo participada en un 50% por el Instituto Nacional de Industria (INI) y el resto por el grupo Fierro y la Compañía Ibérica de Petróleos. Hispanoil comenzó su andadura con una prospección en el desierto libio, junto con las compañías Aquitaine y Murphy, hallando los yacimientos de Magid y Mansour. Los trabajos de exploración tuvieron éxito y años después comenzó la explotación de varios pozos a través de un consorcio occidental en el que Hispanoil tenía una participación del 42%.
En 1981 se decretó la integración de la empresa en el Instituto Nacional de Hidrocarburos (INH), que agrupaba a otras sociedades estatales del sector energético. Esta medida se enmarcó en la respuesta del gobierno para atajar las consecuencias de la segunda crisis del petróleo. Para esa época Hispanoil contaba con una plantilla de 251 trabajadores y unas reservas de crudo en el exterior de trescientos cincuenta millones de barriles. Dentro del proceso de reorganización que vivió el sector de la industria petrolífera española, en 1985 se acordó la absorción de la ENIEPSA por parte de Hispanoil. La empresa acabaría sirviendo de base para la creación de una nueva sociedad, Repsol Exploración, una filial del grupo Repsol que se constituyó en 1987 a partir de los activos que controlaba el INH.